# Otto Barsch
Otto August Barsch (* 5. November 1879 in Költschen, Landkreis Oststernberg; † 6. Oktober 1946) war ein deutscher Geologe und Geophysiker.

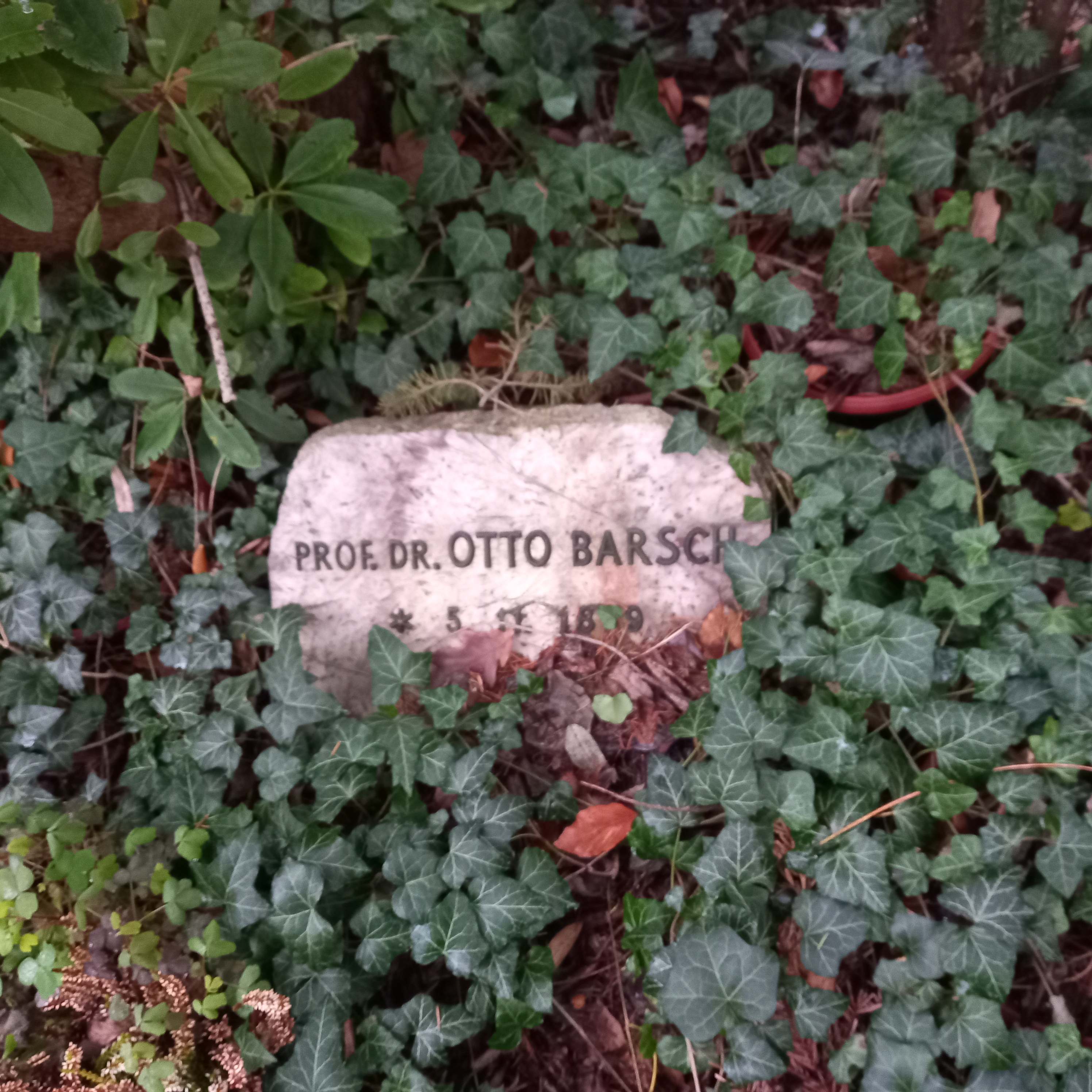
Das Grab von Otto Barsch auf dem Parkfriedhof Lichterfelde in Berlin

## Leben
Barsch war von 1907 bis 1939 Mitarbeiter bei der Preußischen Geologischen Landesanstalt, deren Abteilung Geophysik er leitete. Für die Landesanstalt bearbeitete er zwischen 1912 und 1934 verschiedene Blätter der Preußischen Geologischen Karte.
Barschs 1908 veröffentlichte Inaugural-Dissertation behandelte Die Pseudo-Cannel-Kohle. Diese wurde auch im Jahrbuch der Preußischen Geologischen Landesanstalt veröffentlicht.
Im Jahr 1940 wurde er zum Mitglied der Leopoldina gewählt.
1945 wurde er gemeinsam mit Ferdinand Friedensburg 1. Präsident der Deutschen Geologischen Landesanstalt in der Sowjetischen Besatzungszone.
An der Humboldt-Universität zu Berlin lehrte er als Professor.

## Schriften
- Die Pseudo-Cannel-Kohle. Berlin: Buchdruckerei A.W. Schade, 1908.
- Geologisch-agronomische Karte des Lehrfeldes von Leobenschütz (Oberschlesien). Berlin: Preußische Geologische Landesanst., 1923.DNB 366575228
- zusammen mit Johannes Behr: Die Vorkommen der nutzbaren Gesteine in der Provinz Schlesien und ihre Verwertung. In: Carl Gäbert, Alexander Steuer, Karl Weiss: Handbuch der Steinindustrie Bd. 1 – Die nutzbaren Gesteinsvorkommen Deutschlands, Verwitterung und Erhaltung der Gesteine. Union Deutsche Verlagsgesellschaft, Berlin 1915. S. 104–146. DNB 365975028
- zusammen mit Hermann Reich: Seismische Arbeiten in Norddeutschland. Beiträge zur physikalischen Erforschung der Erdrinde Heft 3. Berlin: Preußische Geologische Landesanst., 1930.DNB 578805758
- beteiligt an: Geologische Karte von Preussen und benachbarten Bundesstaaten. Berlin: Preußische Geologische Landesanst., 1912–1934.DNB 560612230